# Loxaspilates tenuipicta
Loxaspilates tenuipicta är en fjärilsart som beskrevs av Eugen Wehrli 1953. Loxaspilates tenuipicta ingår i släktet Loxaspilates och familjen mätare. Inga underarter finns listade i Catalogue of Life.